# S.T.A.L.K.E.R. 2: Heart of Chornobyl
S.T.A.L.K.E.R. 2: Heart of Chornobyl (in ucraino S.T.A.L.K.E.R. 2: Серце Чорнобиля?, S.T.A.L.K.E.R. 2: Serce Čornobylja) è un videogioco sparatutto in prima persona, survival horror del 2024 sviluppato e pubblicato da GSC Game World. È il quarto gioco principale pubblicato nella serie di videogiochi S.T.A.L.K.E.R., nonché il primo gioco S.T.A.L.K.E.R. in 15 anni dall'uscita di Call of Pripyat nel 2009.
Annunciato inizialmente dopo l'uscita di Call of Pripyat, S.T.A.L.K.E.R. 2 era previsto per il 2012, prima di essere definitivamente cancellato l'anno della sua uscita prevista. Il gioco è riemerso anni dopo, nel 2018, con lo sviluppo riavviato e alimentato da Unreal Engine 5. Era previsto che uscisse per Windows e Xbox Series X/S l'8 dicembre 2022, ma a causa dell'invasione russa dell'Ucraina, lo sviluppo del gioco è stato sospeso.
Dopo numerosi ritardi, S.T.A.L.K.E.R. 2: Heart of Chornobyl è uscito il 20 novembre 2024. Ha ricevuto recensioni contrastanti dalla critica e ha venduto un milione di copie entro due giorni dall'uscita.
La trama parla di Skif, cittadino ucraino che ha perso la casa in seguito alla caduta di un artefatto generato da un'anomalia, che viene aiutato dal dottor Hermann presente anche in S.T.A.L.K.E.R.: Call of Pripyat. Tuttavia Hermann lo vende a una CMP. Di conseguenza Skif cercherà vendetta